# Caboclos

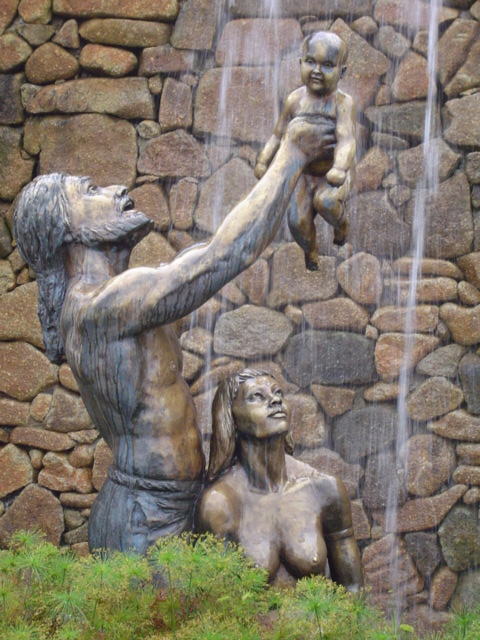
Beeld 'Geboorte van een caboclo' in Santana de Parnaíba

Caboclos vormen een bevolkingsgroep in Brazilië van mensen van gemengde inheemse en Europese afkomst. In andere landen worden deze mensen mestiezen genoemd. De meeste caboclos bevinden zich in het Amazonegebied. De term is afkomstig van het woord kari'boka uit het Tupi, dat 'afkomstig van de blanke' betekent. Het woord 'caboclo' wordt door sommigen als een negatieve term gezien.
Ten tijde van de Portugese overheersing moedigde koning Jozef I gemengde huwelijken tussen blanken en de inheemse bevolking aan. Dit gebeurde vooral veel tijdens de rubberboom aan het eind van de 19e eeuw, toen veel blanken uit het Noordoosten naar het Amazonegebied trokken om rubber te tappen, en daar bleven.
In de deelstaat Amazonas is 24 juni uitgeroepen tot de 'Dag van de Caboclo'.
In de Afro-Braziliaanse religies umbanda en candomblé zijn de caboclos (in dit geval ook gespeld als cabocos) bepaalde spirituele personages.